# Marguerite de Witt-Schlumberger
Pour les articles homonymes, voir de Witt et Schlumberger.

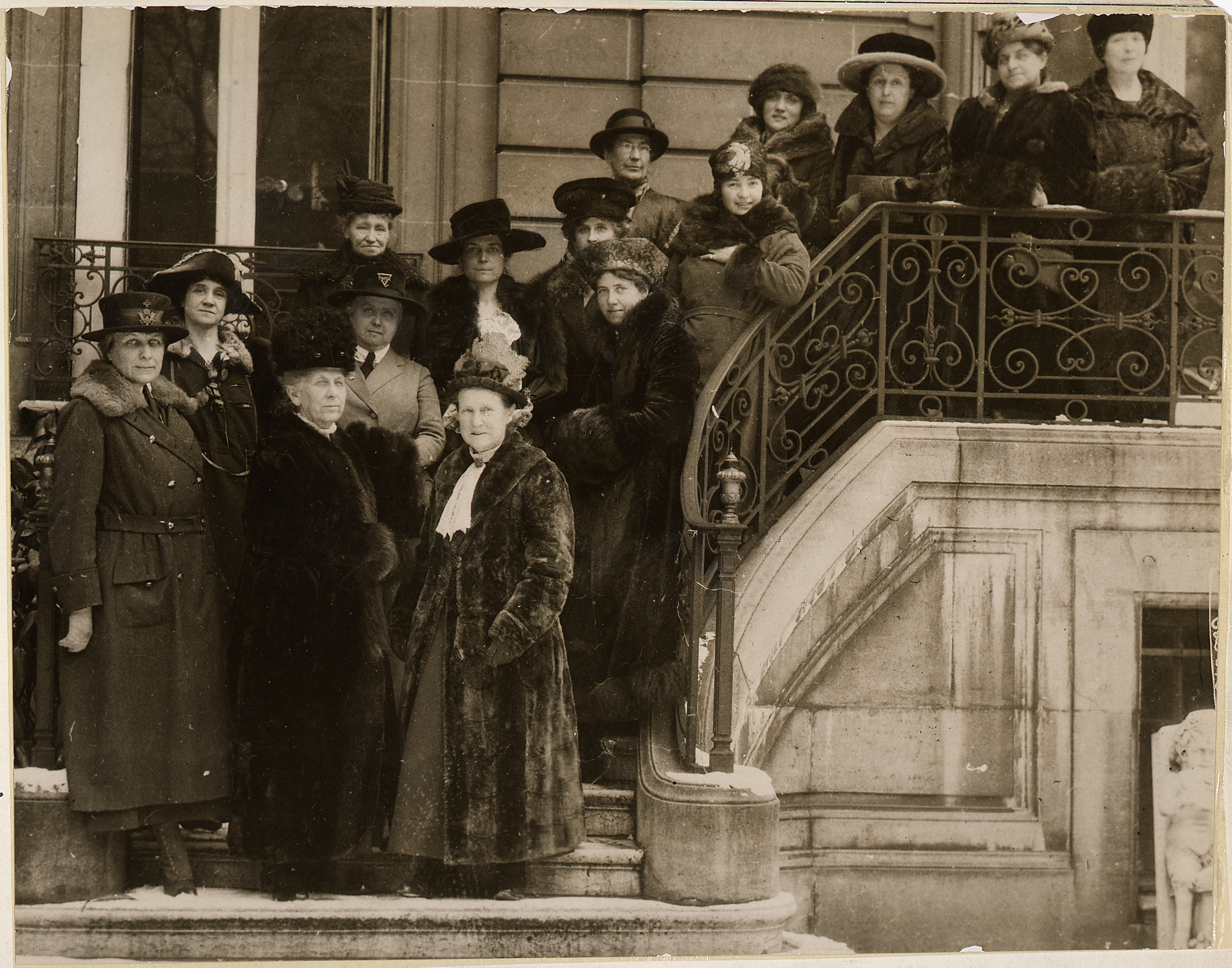
Délégation des femmes de l'Alliance internationale pour le suffrage des femmes, en 1919. Marguerite de Witt-Schlumberger est au milieu du premier rang.

Marguerite de Witt, née le 20 janvier 1853 à Paris et morte le 23 octobre 1924 à Saint-Ouen-le-Pin, Calvados), est une féministe française, présidente de l'Union française pour le suffrage des femmes. 

## Biographie

### Jeunesse et études
Marguerite de Witt est la fille de Conrad de Witt, maire de Saint-Ouen-le-Pin puis député du Calvados, et de l'auteure Henriette Guizot, elle-même fille de François Guizot, académicien, homme politique français et ministre de Louis-Philippe.
Marguerite et sa sœur Jeanne sont éduquées par leur mère, dans la demeure familiale du Val-Richer se côtoient les familles de Witt et Guizot. 

### Parcours professionnel
Marguerite et Jeanne de Witt participent activement aux œuvres philanthropiques de leur mère Henriette Guizot, l'une des fondatrices de l'Œuvre des détenues libérées de la prison Saint-Lazare. En 1865, un ouvroir pour jeunes filles est créé au Val-Richer, puis cinq ans plus tard une salle d'asile pour les enfants. Pendant vingt ans, Henriette Guizot travaille comme visiteuse des prisonnières protestantes par le biais de l'Œuvre des détenues libérées de la prison de Saint-Lazare. 
Le 30 juin 1876, Marguerite de Witt épouse à Paris Paul Schlumberger, issu d'une famille d'industriels alsaciens protestants, dont l'ancêtre Nicolas Schlumberger a fondé au début du XIXe siècle une filature de coton. Ils ont cinq fils et une fille qui naissent à Guebwiller (Haut-Rhin) : Jean Schlumberger, fondateur de La Nouvelle Revue française, NRF), Conrad Schlumberger (1878-1936), Daniel (mort sur le front en 1915), Marcel Schlumberger (1884-1953), Maurice Schlumberger (1886-1977) et Pauline Schlumberger (1883-1973). Vivant en Alsace annexée par l'Allemagne, la famille est consciente qu'à 15 ans, les garçons doivent s'inscrire sur les listes militaires allemandes ou s'exiler. À partir de 1893, les enfants quittent l'Alsace pour s'installer chez leur grand-mère Henriette Guizot.

### Philanthropie et féminisme
Marguerite de Witt prend la suite de sa mère et préside l'Œuvre de Saint-Lazare, devenue en 1891 le Patronage des femmes libérées et des pupilles de l'administration pénitentiaire. L'association est reconnue d'utilité publique par décret du 28 janvier 1907. Marguerite de Witt-Schlumberger milite tout spécialement contre l'alcoolisme, la prostitution réglementée et la traite des blanches.
En 1907, elle rejoint Marie d'Abbadie d'Arrast qui vient de fonder une ligue contre l'avortement.
« Nous n’obtiendrons les réformes que nous demandons que lorsque nous aurons le suffrage, et qu’on sera forcé de tenir compte de nos idées. ». Elle poursuit en indiquant : « Nous avons compris que si cette question du suffrage devait aboutir, il fallut qu’elle fut soutenue et poussée par des femmes de toutes les parties de la société et que nous n’avons pas le droit, pas le droit, entendez-vous, de rester chez nous bien tranquillement, à notre chaud foyer, quand des millions de femmes ont besoin de notre aide ; pas le droit de nous demander si nous avions ou pas du talent de parole pour exposer nos idées, ou s’il nous était pénible de nous mettre en avant; mais que nous avions le devoir d’aller au feu comme tout bon soldat, tout simplement parce qu’il y a un poste à défendre et que le devoir est de marcher. »

### Activités durant la Première Guerre mondiale
Le déclenchement de la guerre en août 1914 arrête l'élan suffragiste de Marguerite de Witt-Schlumberger, qui demande à chaque membre de l'USFS de « faire son devoir » et de donner « son aide au pays d'une manière quelconque ». Elle se met ainsi au service des œuvres d'assistance aux victimes de la guerre.
Marguerite de Witt est inhumée, comme le reste de la famille, au cimetière protestant de Saint-Ouen-le-Pin dans le Calvados, où se trouvait la propriété de François Guizot.
Le salon central du noviciat des Dominicains, campus de l'Institut d'études politiques de Paris, porte son nom en hommage.

## Écrits
- Le rôle des femmes de pasteurs en France pendant la guerre, Librairie Fischbacher, Paris, 1917.